# Disneys Große Pause
Disneys Große Pause ist eine US-amerikanische Zeichentrickserie der Walt Disney Company aus dem Jahr 1997. Sie erzählt das Leben von Schülern während der Pausenzeiten in der Schule. Die Serie umfasst 65 Folgen, die meist aus zwei Geschichten bestehen.
Neben der Serie existieren vier Spezialfolgen in Filmlänge: der Kino-Film Disneys Große Pause: Die geheime Mission und die DTV-Filme Disneys Große Pause: Fröhliche Weihnachten oder Disneys Große Pause: Der Weihnachtswunderfilm, Disneys Große Pause: Wir sind Fünftklässler und Recess: All Growed Down.

## Handlung

### Inhalt
Die Haupthandlung dreht sich um die Viertklässler T.J. Detweiler, Vince LaSalle, Gretchen Grundler, Ashley Spinelli, Mikey Blumberg und Gus Griswald. Die Clique erlebt auf dem Schulhof (gelegentlich auch im Schulgebäude) zahlreiche Abenteuer. Die meisten dieser Geschichten haben Alltags- und Beziehungsprobleme zum Inhalt, die zum Teil typisch für Kinder ihres Alters sind, oft aber auch auf Erwachsenenebene liegen. Nicht selten geht ein Streich seitens T.J. oder ein Fehlverhalten seitens Schüler und/oder Lehrer den Abenteuern voraus. T.J.s Clique hat es sich dabei zur selbst auferlegten Aufgabe gemacht, für die Mitschüler da zu sein und ihnen zu helfen, oder Schüler, die Unsinn anstellen, aufzuhalten. Erschwert werden ihre Unternehmungen meist durch problematische Mitschüler, wie zum Beispiel der Schulhofpetze Randall Weems. Oder durch die Lehrer, die auf den Schulregeln beharren und/oder die Aktivitäten von T.J.s Gruppe missbilligen. Besonders die pensionierte Lehrerin und Hofaufsicht Ms. Finster hat die Gruppe stets auf dem Kieker.
Die Serie hebt sich auch dadurch hervor, dass die meisten Geschichten nicht miteinander zusammen hängen (wenngleich manchmal in Folgeepisoden auf vorangegangene Abenteuer hingewiesen wird). Dadurch bleibt der Serienverlauf besonders abwechslungsreich.

### Handlungsorte
Die Kinder besuchen die „Third Street“-Grundschule, benannt nach ihrem Gründer, Thaddeus T. Third III. Erbaut wurde sie, wie in dem Trickfilm Disneys Große Pause: Die geheime Mission deutlich wird, noch vor den 1970er Jahren. In Folge 6 der 1. Staffel („Der unbekannte Speedy“) wird angedeutet, dass bereits der amtierende Bürgermeister der Stadt in dieser Schule war. In der Folge „Die Konservensammlung“ wird als erster Abschlussjahrgang der Schule das Jahr 1928 genannt, wobei ein Jahrgang fünf Klassenstufen umfasst. Demnach wäre die Schule zum Zeitpunkt der Serie (1997) mindestens 74 Jahre alt.
Die meiste Zeit spielt die Serie auf dem Schulhof, während der großen Pause. Häufig sind die Hauptcharaktere auch im Klassenraum und/oder in der Cafeteria. Der Schulhof hat ein organisiertes „Regierungssystem“, eine geistreiche Verballhornung der sozialen Rangordnung auf US-amerikanischen Pausenhöfen und in der Öffentlichkeit. Die Schüler werden von einem Sechstklässler „regiert“, welcher am letzten Schultag des Jahres vom vorherigen „King“ ernannt wird. Einzelnen Schülern und -gruppen ist es erlaubt, eigene Bereiche für sich, ihre Clubhäuser und/oder Forts in Beschlag zu nehmen.
Einige Abenteuer ereignen sich auch außerhalb des Schulgeländes, zum Beispiel im nahe der Schule gelegenen Kiosk Kelso’s, es finden auch Klassenfahrten statt.

### Standort der Schule
Verschiedene Episoden geben unterschiedliche, teils widersprüchliche Hinweise darauf, in welchem Bundesstaat und/oder Ort die Schule liegen soll. In der Episode „Spinellis Kunstwerk“ beispielsweise, zoomen die Blassnasen an ihrem PC auf den Bereich Arkansas/South Dakota. In einer anderen Episode erwähnt Ms. Finster den Arkansas Standard Achievement Test. In anderen Folgen werden Alabama, Illinois und Pennsylvania genannt.
Die Stadt, in der Große Pause spielt, wird namentlich nie benannt, hat aber offensichtlich einen hohen Anteil an Deutschamerikanern. Es gibt eine Nachbarschaft namens „Klein-Bayern“, die Charaktere sprechen in der US-amerikanischen Version manchmal deutsch (Spinelli: „Jawohl, mein Kommandant.“) und viele der Hauptfiguren tragen deutsche Namen, zum Beispiel Gustav Griswald und Gretchen Grundler.

### Zeit und Dauer der großen Pause
Der eigentliche Zeitpunkt der großen Pause wird nie wirklich geklärt. In manchen Episoden wird die Klassenuhr verstellt, worauf die Lehrerin Miss Grotke erwähnt, dass die Pause eigentlich immer erst um zehn Uhr beginnt. Die große Uhr zeigt jedoch meistens unterschiedliche Uhrzeiten an, wenn die Kinder in die Pause geschickt werden. T.J. bemerkt in einer Episode: „Wir bekommen täglich nur 40 wertvolle Minuten große Pause.“

## Hauptfiguren

### Schüler
Theodore Jasper „T.J.“ Detweiler
Der Anführer seiner besten Freunde. T.J. hat hellbraune Haare, ist etwas pummelig und sommersprossig. Er trägt eine umgedrehte rote Baseballkappe, ein weißes T-Shirt, eine grüne Jacke, eine blaue Hose und rot-weiße Schuhe. T.J. ist stets ehrlich, offen und sehr direkt, er hat einen ausgeprägten Sinn für Recht und Unrecht. Er hasst es, wenn Andere schikaniert werden, oder jemand seine Freunde bedroht. Allerdings gibt er nicht immer acht auf das, was er sagt, weswegen ihn viele Erwachsene (besonders die Lehrer) als respektlos wahrnehmen. Oft plant er mit seiner Clique ausgefallene Streiche, um seine Lehrer und Mitschüler zu ärgern. Auf dem Schulhof ist er deshalb ein Held und bekannt als „Prinz der Streiche“, wegen seiner vielen Auszeichnungen wäre er als „König des Schulhofs“ geeignet. Doch als King Bob abtritt, wird nicht T.J. sein Nachfolger, sondern King Freddy, weil es nur Sechstklässlern erlaubt ist, „König“ zu werden. T.J.s größter Traum ist es, eines Tages Präsident der USA zu werden.
Vincent Pierre „Vince“ LaSalle
Vince ist ein sehr talentierter Athlet und er wurde mehrmals als „cool“ bezeichnet. Er trägt ein grünes Basketball-Trikot mit der Nummer eins, darunter ein dunkelgraues T-Shirt, schwarze Shorts und schwarz-weiße Sportschuhe. Er ist einer der wenigen afroamerikanischen Schüler und daher dunkelhäutig. Er ist außerdem ein begabter Koch und Golfer. Vince ist sehr ehrgeizig, es fällt ihm schwer, Wetten und Herausforderungen abzulehnen. Aus diesem Grund tritt er manchmal etwas prahlerisch auf und eckt damit bei Umstehenden an. Er ist jedoch genauso einsichtig und entschuldigt sich stets für die Unannehmlichkeiten, die sein Verhalten verursacht hat. Vinces älterer Bruder Chad ist ein Geek und Streber, seine Eltern sind sehr streng.
Ashley Funicello Spinelli
Ein sehr burschikoses Mädchen, das Wrestling liebt. Sie hat schwarze, eigentlich schulterlange Haare, die sie niemals wirklich kämmt, aber mit Haargummis zu zwei abstehenden Ponies hochgebunden hat. Spinelli trägt eine orangefarbene Skimütze, ein rotes Kleid mit einer schwarzen Lederjacke, rot-gelb gestreifte Kniestrümpfe und graue Stiefel. Sie wird ausschließlich mit ihrem Nachnamen angesprochen, weil sie sich für ihren Vornamen schämt. Spinelli ist sehr temperamentvoll, sagt klipp und klar ihre Meinung und lässt auch gelegentlich beherzt die Fäuste fliegen. Dies bringt sie häufiger in Schwierigkeiten, bis ihre Eltern sie in eine Ballettschule schicken. Als das nicht hilft, entdeckt Spinelli die Kreidemalerei für sich, was sie beruhigt. Mr. und Ms. Spinelli haben ein langweiliges Erscheinungsbild, sind aber nebenberuflich Geheimagenten.
Gretchen Priscilla Grundler
Gretchen ist das Genie der Gruppe. Sie ist sehr schlank und hat langes, rotes Haar, das sie zu zwei Zöpfen zusammengebunden hat. Sie besitzt übergroße, vorstehende Schneidezähne, Sommersprossen und eine Brille. Sie trägt ein hellblaues Kleid mit weißen Ärmeln und einer rosa Schleife um den Bauch, rosa Socken und braun-weiße Straßenschuhe. Gretchen ist überdurchschnittlich intelligent, ihre Hobbys sind allesamt mathematischer wie intellektueller Natur. Sie ist eher schüchtern und stets um Höflichkeit und eine erwachsene Sprechweise bemüht. Allerdings neigt sie gelegentlich zu „geistigen Höhenflügen“ und sie maßregelt die Gruppe. Gretchen besitzt eine Art PDA namens „Galileo“, den sie von ihrem Onkel geschenkt bekommen hat und schon beinahe eine menschliche Persönlichkeit besitzt.
Michael „Mikey“ Blumberg
Er ist der Ruhepol und „Softie“ der Gruppe. Mikey hat blonde, wuschelige Haare und trägt immer ein beiges T-Shirt und eine braune Hose. Er ist stark übergewichtig und der Älteste und körperlich Größte in der Gruppe. Mikey schreibt Gedichte, tanzt Ballett und singt. Deshalb wird er gehäuft von den Mitschülern ausgelacht oder gar schikaniert. Aus Angst, genauso rücksichtslos und gemein zu werden wie die Älteren, weigert sich Mikey, selbst reifer und erwachsener zu werden – was wiederum regelmäßig weitere Umgangsprobleme mit Gleichaltrigen und Älteren auslöst. Mikey hat jedoch auch Talente: Er hat eine erstaunlich tiefe Gesangsstimme und niemand kann ihn beim Wettessen schlagen. Des Weiteren ist er ein geschickter Torwart, wie man in der Folge „Das Fußballturnier“ erfährt.
Gustav Patton „Gus“ Griswald
Der neue Schüler der Klasse. Gus ist klein, blond, trägt eine Brille und grüne Kleidung. Sein Vater ist beim US-amerikanischen Militär tätig und bildet das Gegenteil zu seinem schüchternen, kleinen Sohn. Gus ist der ängstlichste in der Gruppe und äußert gerne Bedenken gegenüber geplanter Streiche und Abenteuer. Andererseits weiß er viel über Militärtechnologie und hat ein ausgesprochenes taktisches Feingefühl. Außerdem ist er ein begnadeter Völkerball-Spieler und als „El Diablo“ gefürchtet. Gus’ zweiter Vorname kommt in der Episode „Wie der Vater, so der Sohn“ zum Vorschein. Sein Traum ist es, in die Fußstapfen seines Vaters zu treten. Er ist heimlich in Theresa LaMaise verliebt.

### Das Lehrpersonal
Direktor Peter „Petey“ Prickly
Er ist der Direktor der Third Street Grundschule. Er ist groß, wuchtig gebaut und Brillenträger, er hat einen kräftigen Schnauzbart, schwarze, nach hinten gekämmte Haare und trägt stets feine Anzüge. Prickly hofft, eines Tages den Aufstieg aus der Grundschule auf eine Mittelschule zu schaffen, auch wenn er sich, als er die Möglichkeit bekam, gegen den Wechsel entschied – als Zeichen des Dankes für die Treue, die Miss Finster und seine Schüler ihm erbracht haben (und aufgrund des Gehalts, das seinen Erwartungen nicht entsprach). Prickly vermittelt oft das Bild eines verbitterten, alten und auf dessen eigene Karriere fixierten Schuldirektors, insgeheim aber bewundert er T.J. und seine Freunde, weil diese ihm immer wieder Streiche spielen (was Prickly an seine eigene Kindheit erinnert). Er hat außerdem einen älteren Bruder namens Paul Prickly, der ebenfalls eine Grundschule leitet.
Miss Muriel P. Finster
Eine eigentlich pensionierte Aushilfs-Lehrerin, die als Pausenaufsicht arbeitet. Miss Finster ist korpulent, aber sehr fit. Sie hat hellgraues, krauses Haar, trägt meist ein dunkelgelbes Kleid mit violetten Karos darauf und außerdem eine Lesebrille mit Kettchen. Um ihren Hals hängt stets eine silberne Trillerpfeife. Miss Finster ist bei allen Schülern respektiert und gefürchtet. Sie keift gerne oder benutzt ein Megafon, um die Schüler herbeizurufen. Dank ihres „Privatspions“ Randall Weems weiß sie immer ganz genau, wer wann was angestellt hat. In manchen Episoden wird erwähnt, dass sie in ihrer Jugend schlank und hübsch und außerdem sehr freundlich war. Dies änderte sich schlagartig, kurz nachdem sie an der Schule angefangen hatte. Was genau zu ihrer Wandlung geführt hat, ist unbekannt, die Begründungen widersprechen sich oft. Am wahrscheinlichsten ist jedoch, dass ihr Gemüt umschlug, nachdem sie Opfer mehrerer, besonders fieser Streiche wurde. Miss Finster war in früheren Jahren bei der Armee und auf Guam stationiert. Auch wenn sie sehr streng ist und zu drakonischen Strafen neigt, kann sie, vor allem gegenüber Spinelli, sehr einfühlsam sein und gute Ratschläge geben.
Miss Alordayne Grotke
Die Lehrerin der Viertklässler an der Third Street. Sie ist eine Afroamerikanerin, interessiert an Esoterik und möchte den Kindern spirituelle Werte vermitteln. Trotzdem ist sie sehr beliebt, da sie herzlich und gütig ist. Sie ist auch eine begnadete Zauberkünstlerin. Sie steht stellvertretend für den liberalen Zeitgeist der 1990er in den USA und die damit verbundene Political Correctness, die in der Rahmenhandlung immer wieder ironisch thematisiert wird.
Hank der Hausmeister
Hank ist der Haustechniker und die Reinigungskraft der Schule. Er ist pummelig, hat einen buschigen, graubraunen Seitenscheitel und einen kräftigen Schnauzer. Er trägt ein graues Arbeiterhemd mit Namensschild und eine braune Hose mit schwarzem Gürtel. Hank hatte eine kurze Romanze mit Miss Finster. Er wird als ein etwas träger Mensch dargestellt, doch in einer Episode werden sein mathematisches Genie und die Tatsache, dass er ein Savant ist, aufgedeckt.
Miss Lemon
Miss Lemon ist eine hagere, zierliche, aber rüstige Frau mit wuscheligen, grauen Haaren, gelbem Hemd und hellgrauer Leggings. Die Schulsekretärin hat ihr Büro direkt vor dem des Direktors, es dient gleichzeitig als Wartezimmer. Miss Lemon ist meist mürrisch gelaunt, sehr penibel und überträgt viele bürokratische Aufgaben an Menlo. Sie zankt sich außerdem gern mit Miss Finster.

## Nebenfiguren
Randall J. Weems
Er ist quasi der Hauptantagonist der Serie. Randall ist hager gebaut, eher klein und hat einen leichten Buckel. Er hat kurze, leicht krause und rote Haare und wirkt stets blass. Er trägt ein grau-blaues T-shirt und eine dunkelgrüne Hose. Randall ist der unbeliebteste Schüler von allen und hat keine Freunde. Grund dafür ist seine selbst gewählte „Hauptaufgabe“: andere Mitschüler zu verpetzen. Tatsächlich huscht Randall ständig durch die Schule und über den Pausenhof und hält Ausschau nach unartigen Schülern, stets hat er einen kleinen Notizblock in den Händen. Sobald ein Schüler irgendetwas anstellt (und sei es noch so marginal), schreibt Randall es auf und rennt sofort zu Miss Finster. Zum Dank dafür bekommt er von ihr einen Keks, außerdem darf er sich Dinge rausnehmen, für die Andere Ärger bekommen. Der einzige Mitschüler, mit dem Randall halbwegs gut auskommt, ist Menlo. Bezeichnenderweise ist Randalls Vater selbst eine Petze.
King Bob
Der „König“ des Pausenhofs. Sein eigentlicher Vorname ist Robert, sein Nachname wird nicht genannt. King Bob ist Sechstklässler, er ist schlank und hochgewachsen und wirkt auf den ersten Blick hochmütig und selbstverliebt. Er hat buschige, schwarze Haare, sein Markenzeichen ist seine buschige, mittig zusammen gewachsene Augenbraue („Monobraue“). Er trägt einen weißen Pullover mit einer blauen „8“ vorne drauf, außerdem eine khakifarbene Hose und rot-weiße Turnschuhe. Quasi als Zeichen seiner Königswürde hält King Bob einen großen Hockeyschläger in den Händen und trägt einen gelben Hockeyhelm, den er zu einer Krone umgestaltet hat. Er ziert sich sogar mit einem großen, roten Cape. King Bob verbringt die meiste Zeit damit, auf einem ramponierten Sessel zu thronen und sich kuriose Schulhofregeln auszudenken, oder seine, ebenfalls recht kuriosen und nicht besonders realistischen, Memoiren zu diktieren. Er verleiht T. J. und seinen Freunden oftmals Medaillen und Auszeichnungen.
Die Ashleys (Ashley Armbruster, Ashley Boulet, Ashley Quinlan und Ashley Tomassian)
Die vier Mädchen sind beste Freundinnen und teilen alle denselben Vornamen. Sie gelten als It-Girls an der Schule und verbringen ihre Freizeit mit Beauty- und Modetrends, Tee-Partys und Puppen. Entsprechend vornehm und modern sind sie gekleidet. Sie sind alle gleichermaßen hochnäsig und intrigant, sie halten sich für die absolute Elite der Schülerschaft. Die Ashleys unterscheiden sich untereinander mit dem ersten Buchstaben ihres Nachnamens (beispielsweise mit „Ashley A.“), allerdings sind Ashley T. und Ashley B. dunkelhäutig. Sie besitzen außerdem ein Regelwerk, an das sich jede „Ashley“ halten muss. Die Ashleys haben auf dem Schulhof ein eigenes Clubhaus (von außen ein riesiger Haufen Reifen, innen aber sehr komfortabel und luxuriös eingerichtet) und sind oft die Zielscheibe für die Streiche T.J.s und seiner Freunde. Im Gegenzug werden Letzte genauso oft Opfer von Intrigen und Schikanen, die sich die Ashleys ausgedacht haben. Als die Mädchen versuchen, Spinelli zu einem Clubbeitritt zu zwingen (sie heißt ja schließlich auch „Ashley“ mit Vornamen), scheitern sie kläglich. Ashley A. scheint zudem heimlich in T.J. verliebt zu sein.
Die Buddler (Dave und Sam)
Sie sind Zwillingsbrüder, die beide das gleiche Outfit tragen: gelbe Schutzhelme, blaue Arbeiter-Latzhosen, graugrüne T-Shirts und grau-schwarze Stahlkappenschuhe. An ihren Händen tragen sie grau-schwarze Schutzhandschuhe und beide sind Brillenträger. Sie unterscheiden sich nur dadurch, dass Sam ein rotes Halstuch und Dave eine weiße Atemmaske trägt. Die Buddler verbringen all ihre Freizeit mit dem Graben von Löchern, egal wann und wo. Von Zeit zu Zeit helfen sie T.J. und seinen Freunden bei der Verwirklichung ihrer Pläne. In einer Folge trennen sich die beiden und es stellt sich heraus, dass Dave ein Kontrollfreak ist, der an jedem rumnörgelt, und Sam ohne seinen Bruder vollkommen orientierungslos ist und nichts Angefangenes zu Ende bringen kann. Allerdings gibt es in der Beziehung zwischen den beiden einige Ungereimtheiten. In der Folge, in der sich Sam und Dave streiten und schließlich für einige Zeit trennen, erfährt man, dass sich die beiden vorgeblich im Kindergarten kennengelernt haben sollen. Jedoch sagen die Zwei in einer anderen Folge aus, dass sie ihre Ausrüstung von ihrem Vater geerbt hätten, was darauf schließen lässt, dass sie Brüder sind.

### Weitere Randfiguren
Erwin Lawson
Der Rivale von T.J. und Vince wird normalerweise stets bei seinem Nachnamen genannt. Er ist Fünftklässler und hält sich schon deshalb für etwas Besseres. Lawson ist außerdem einer der Schulrowdys. Er hat ein sehr eingeschränktes Vorstellungsvermögen und scheint nicht sehr gebildet zu sein: er kreiert oft einfallslose, unlustige Spitznamen und Beleidigungen, auch musste Gretchen ihm tatsächlich erklären, dass kleine Schweine „Ferkel“ heißen.
Menlo
Ein Kind, dem Ordnung und Organisation wichtiger sind als seine Mitschüler. Er ist Miss Lemons Gehilfe und manchmal nervt er gerade die recht impulsive Spinelli mit seiner „Regelwut“. In der Episode „Das Versprechen“ wird bekannt, dass er und T.J. früher beste Freunde gewesen sind und in einer anderen, dass er ein hyperaktives, unkontrollierbares Kind war, bis man ihn zum „Direktor für einen Tag“ ernannte. Manchmal hilft er T.J. aber noch heute. Aus der Folge „Schülerlotse Mikey“ ist bekannt, dass er in Ashley A. verliebt ist.
Der Schieberjunge (Francis)
Eine Art „wandelnder Schwarzmarkt“, der den Schülern der Third Street einige nützliche Miniwaren beschaffen kann, z. B. Comics, Straßenkarten mit eingezeichneten Häusern der Lehrer und rare Flugzeugmodelle. Sein Vorname wurde in der Episode „Der Schieberlehrling“ enthüllt.
Butch
Ein Verschwörungstheoretiker mit einem weißen Streifen in seinem braunen Haar. Diesen bekam er, als er mit ansah, dass ältere Jungen und Mädchen am Küssen Gefallen finden. Immer wenn die Schüler interessiert an einem Schauermärchen oder der Geschichte der Schule sind, taucht Butch unangekündigt, meist an einer Mauer oder einem Baum im Schatten lehnend, mit einem Zahnstocher im Mund, auf und kann etwas zum Thema beitragen.
Die Schaukel-Liese
Heißt mit bürgerlichem Namen Laura Jameson, ein rothaariges Mädchen mit Pilotenhaube. Sie schaukelt in fast jeder Folge und versucht, den Überschlag zu schaffen. Als Spinelli dieses fälschlicherweise glaubt, gründet sie einen Fanclub zu Ehren der Schaukel-Liese.
Die Heulsuse
Ein Drittklässler mit einem interessanten Talent: Gegen Geld oder auch Süßigkeiten, fängt er lauthals und überzeugend an zu plärren, was als Ablenkungsmanöver sehr nützlich sein kann. Er hat braune Haare, trägt ein orangefarbenes T-Shirt und eine blaue Hose. Nur in einer Episode wird zumindest sein wahrer Vorname, Bradley, erwähnt, der Nachname bleibt anonym.
Gelman
Gelman ist ein großer Schüler und ein Schlägertyp. Als sein bevorzugtes Opfer von der Schule weggezogen war, suchte Gelman einen neuen Prügelknaben. Er entschied sich für Gus als sein neues Opfer. Er hat rote Haare, trägt ein schwarzes Hemd und ist groß und dicklich.
Das Kopfübermädchen
Heißt mit bürgerlichem Namen Katie Ann Gunderson. Sie hängt fast die ganze Zeit kopfüber an einer Kletterstange und ist ziemlich schweigsam. Tatsächlich sieht man sie nur in einer Episode aufrecht sitzen. Sie hat hüftlange, blonde Haare, die sie zu zwei Zöpfchen zusammengebunden hat. Sie trägt ein pinkes Top mit Rüschen daran und untendrunter ein weißes Knopfhemd. Des Weiteren hat sie einen pinkfarbenen, kurzen Rock und darunter eine weiße Hose an.
Jimmy, der Guru
Ein Kind, das sein T-shirt als Turban trägt und das die ganze Pause über an einem bestimmten Ort im Schulhof auf einer Decke sitzend verbringt, an dem andere Schüler ihn besuchen und sich von ihm Rat holen können. Jedoch macht die Tatsache, dass er oft in Rätseln spricht, es für seine Kunden schwer, eine Lösung für ihr jeweiliges Problem zu finden. Er sitzt meist im sogenannten Lotussitz auf einer Decke und meditiert. In der Episode „Der falsche Guru“ übernimmt Spinelli mehr oder weniger zufällig seine Rolle als „weiser Ratgeber“.
Conrad Mundy
Einer der Schulhofrowdies, der stolz auf seinen schlechten Ruf ist. Er wurde kurzfristig zum beliebtesten Jungen des Schulhofs, weil er ungewollt ein Kindergartenkind vor einem fliegenden Ball gerettet hatte. Doch Mundy ist mit diesem Titel unzufrieden und möchte wieder als gemein dastehen.
Theresa Laverne LaMaise
Ein kleines Mädchen mit einem blauen Kleid und dunklem Haar. Sie ist weinerlich und in Gus verliebt. Ihr Vater arbeitet bei der Marine und ist mit dem Vater von Gus verfeindet, wie es sich in der Folge „Wie der Vater, so der Sohn“ zeigt. In manchen Folgen wie „T.J., der Held des Tages“ wird sie als „Cornchip-Mädchen“ bezeichnet.
Phil
Phil ist ein Pfadfinderjunge und ein Schüler der Thirdstreet. Er hat hervorstehende Schneidezähne. In der Folge „Die Woodchuck Scouts“ wollen Mikey und Gus zu seinem Pfadfinderclub Mitglied werden.
Die Kindergartenkinder
Ein Haufen kleiner, wilder Kinder. Manchmal benehmen sie sich wie Feinde der Schulhofkinder, aber auch wie Freunde. Ihr Anführer ist ein Junge mit einer gelben Papierkrone. Das Aussehen und Auftreten der Kindergartenkinder ähnelt nativen Stämmen. Im Film „Disneys Große Pause: Wir sind Fünftklässler“ gehen sie in die Erste Klasse und müssen sich zivilisiert verhalten.
„Bücherwurm“
Ein kleines, zierliches und blasses Mädchen mit Brille, welches, als es in den Kindergarten gehen sollte, das Verhalten der anderen Kinder als angsteinflößend empfand und in die Schulbibliothek flüchtete. Dort brachte sie sich selbst das Lesen und Schreiben bei. Bücherwurm ist intelligent, wissbegierig und höflich.
Kirsten Kurst
Ein dickes, rothaariges Mädchen. Sie ist sehr gefräßig, unhöflich und rücksichtslos. Seit der Folge „Mikey und Kurst“ ist sie mit Mikey heimlich befreundet.
Die Blassnasen
Eine Gruppe von vier Jungen: Frank, Rodney, Steve und Karl. Sie gelten an der Schule als Nerds und „uncool“. Sie verbringen ihre gesamte Zeit in eigens zugewiesenen Kellerräumen, wo sie ihren Hobbys (vor allem Rollenspielen) nachgehen. Alle von ihnen schwärmen heimlich für Gretchen.
Chad LaSalle
Vinces älterer Bruder, welcher statt seines coolen Rufs ein Geek und Streber ist. Er mag klassische Musik, ist extrovertiert und kann sich durchsetzen, sobald sein Bruder geärgert wird. In seinem Baseball-Team ist er der Punkteverwalter.

## Produktion und Veröffentlichungen
Die Serie wurde, nach dem Konzept von Joe Ansolabehere und Paul Germain, bei Paul & Joe Productions und Walt Disney Television Animation produziert. Regie führten Chuck Sheetz, Howy Parkins, Paul Germain, Susie Dietter und Brenda Piluso. Die verantwortlichen Produzenten waren Chuck Sheetz und Mark Drop und die künstlerische Leitung lag bei Eric Keyes. Die Musik komponierte Denis M. Hannigan.
Die Erstausstrahlung fand vom 13. September 1997 bis zum 5. November 2001 bei ABC bzw. ab der dritten Staffel bei UPN statt. Die deutsche Erstausstrahlung begann am 21. November 1998 bei RTL, die letzte Folge wurde von Super RTL am 11. Mai 2003 erstmals im Free-TV gezeigt. Zuvor hatte bereits Disney Channel die Serie ausgestrahlt, der die Serie auch in vielen anderen Ländern ausgestrahlt hat.
Zur Serie wurde ein Kinofilm mit dem Titel Disneys Große Pause: Die geheime Mission produziert, der im Jahr 2001 veröffentlicht wurde. Im gleichen Jahr kam Disneys Große Pause: Fröhliche Weihnachten oder Disneys Große Pause: Der Weihnachtswunderfilm heraus. Zwei weitere Filme mit den Titeln Disneys Große Pause: Wir sind Fünftklässler (Recess: Taking The Fifth Grade) und Recess: All Growed Down erschienen im Dezember 2003 als Direct-to-Video-Produktionen.

## Synchronisation
Für die deutsche Synchronfassung war die FFS – Film- & Fernseh-Synchron aus Berlin verantwortlich. Das Dialogbuch schrieb Dorothee Muschter.
| Rolle                                | Originaler Synchronsprecher               | Deutscher Synchronsprecher                             |
| ------------------------------------ | ----------------------------------------- | ------------------------------------------------------ |
| Theodore Jasper „T.J.“ Detweiler Jr. | Andy Lawrence Ross Malinger Myles Jeffrey | Robert Stadlober (Folge 1–52) Fritz Vogt (ab Folge 53) |
| Vincent Pierre „Vince“ LaSalle       | Rickey D’Shon Collins                     | Kim Hasper                                             |
| Ashley Funnicelo Spinelli            | Pam Segall                                | Anja Stadlober                                         |
| Gretchen Prescilla Grundler          | Ashley Johnson                            | Esra Vural                                             |
| Michael „Mikey“ Blumberg             | Jason Davis Robert Goulet (Gesang)        | David Turba Thomas Amper (Gesang)                      |
| Gustav Patton „Gus“ Griswald         | Courtland Mead                            | Hannes Maurer                                          |
| Direktor Prickly                     | Dabney Coleman                            | Wilfried Herbst                                        |
| Miss Finster                         | April Winchell                            | Evelyn Meyka                                           |
| Miss Grotke                          | Allyce Beasley                            | Hanna Bechstedt                                        |
| Hank, der Hausmeister                | John Astin                                | Reinhard Scheunemann                                   |
| Miss Lemon                           | Tress MacNeille                           | Luise Lunow                                            |
| Irma                                 | Tress MacNeille                           | Eva-Maria Werth                                        |
| Randall                              | Ryan O’Donohue                            | Carsten Otto                                           |
| Buddler Dave                         | Ryan O’Donohue                            | Konrad Bösherz                                         |
| Buddler Sam                          | Klee Bragger                              | Lucas Mertens                                          |
| King Bob                             | Toran Caudell                             | Marcel Collé                                           |
| Erwin Lawson                         | Erik von Detten                           | Robin Kahnmeyer                                        |
| Gelman                               | Justin Shenkarow                          | Tobias Müller                                          |
| Bürgermeister Fitzhugh               | Ronnie Schell                             | Michael Narloch                                        |
| Menlo                                | Blake McIver Ewing                        | Jan Rohrbach                                           |
| Ashley A                             | Anndi McAfee                              |                                                        |
| Ashley B                             | Francesca Smith                           | Susanne Kaps Ilona Brokowski                           |
| Ashley Q                             | Rachel Crane                              | Giuliana Jakobeit                                      |
| Ashley T                             | Rachel Crane Ashley Johnson               |                                                        |
| Butch                                | Kath Soucie                               | Julius Jellinek                                        |
| Der Schieberjunge                    | Michael Shulman                           | Marius Clarén                                          |
| Der Guru                             | Ross Mallinger                            | Jan Rohrbach                                           |
| Kopfübermädchen                      | Francesca Smith                           |                                                        |
| Teresa LaMaise                       | Aria Noelle Curzon                        |                                                        |
| Jordan                               | Patrick Renna                             |                                                        |
| Jerome                               | Justin Shenkarow                          |                                                        |
| Mr. Kelso                            | Paul Willson                              | Klaus Jepsen                                           |
| Krankenschwester Kramer              | Andrea Martin                             |                                                        |
| Der Bücherwurm                       | Christine Cavanaugh                       | Marie-Luise Schramm                                    |
| Conrad Mundy                         | Warren Sroka                              | Wanja Gerick                                           |
| Kirsten Kurst                        | Mayim Bialik                              | Anja Rybiczka                                          |
| Tubby                                | Jason Davis                               | Anja Rybiczka                                          |
| Chad LaSalle                         | Kenny Blank                               | Björn Schalla                                          |
| Cy Kowalski                          | Justin Shenkarow                          |                                                        |
| Miss Salamony                        | Glenne Headly                             | Maud Ackermann                                         |
| Antonio                              | Jess Harnell                              | Tom Deininger                                          |
| Dr. Quilty                           | Tress MacNeille                           | Regina Lemnitz                                         |
| Dr. Slicer                           | Tim Curry                                 | Rolf Schult                                            |
| Mr. E                                | David Rasche                              | Udo Schenk                                             |
| Mr. Dudikoff                         | Joey Lawrence                             | Jaron Löwenberg                                        |
| Bob Spinelli                         | Sam McMurray                              | Stefan Staudinger                                      |